# Odontoloma louwi
Odontoloma louwi là một loài bọ cánh cứng trong họ Bọ hung (Scarabaeidae).